# Římskokatolická farnost Běstvina
Římskokatolická farnost Běstvina je územním společenstvím římských katolíků v rámci chrudimského vikariátu královéhradecké diecéze.

## Historie
Ves Běstvina s kostelem je poprvé připomínána v roce 1137. Původní románský kostel byl přestavěn goticky a nakonec v roce 1726 podle plánů Jana Blažeje Santiniho-Aichla.[zdroj?] Farnost byla do roku 2013 administrována ex currendo z Bojanova, od roku 2017 ex currendo z Ronova nad Doubravou.
Kněží z této farnosti: 
- R. D. Vojtěch Lebduška (* 30. 1. 1869 Běstvina – 1. 12. 1953 Studnice), vysvěcen 11.2.1894, farář ve Studnici

### Přehled duchovních správců
Chronologický přehled:[zdroj?]
- 1752–1754 R. D. Matěj Novák
- 1754–1779 R. D. Ignác Chvojka
- 1779–1797 R. D. František Štöckl
- 1797–1798 R. D. Jan Pěkný
- 1798–1825 R. D. Jan Smutný
- 1825–1868 R. D. Antonín Stoupa, děkan (+ 21. 11. 1869 Běstvina)
- 1868–1870 R. D. Josef Knob, děkan (3. 1. 1838 Studenec - 17. 2. 1894 Chrast)
- 1870–1875 R. D. Jan Nožička (28. 10. 1820 Studnice – 22. 4. 1891 Čáslav), později děkan v Čáslavi
- 1875–1897 R. D. Jan Laštovička (4. 4. 1841 Šejdorf – 3. 7. 1929 Chotěboř), později administrátor  v Nížkově, předtím kaplan v Golčově Jeníkově
- 1897–1910 R. D. Jan Volánek, farář (5. 7. 1859 Jaroměř – 24. 3. 1912 Jaroměř),  později děkan v Jaroměři
- 1910–1941 R. D. Josef Teplý (2. 5. 1868 Uhřetická Lhota – 10. 1. 1941 Běstvina), pohřben v Běstvině
- 1941–1946 R. D. Antonín Kosík (14.4.1913 Třebíč –  9. 3. 2003 Dozule, Francie), později emigroval
- 1946–1958 R. D. Josef Kašnar (26. 1. 1918 Cerhenice – 25. 9. 1958 Pardubice), pohřben v Běstvině
- 1958–1968 R. D. Ladislav Grubner (18.6.1907 Staré Ransko – 9.7.1995 Moravec,  pohřben ve Skuhrově u H. Brodu), adm. excurrendo z Vilémova
- 1968–1990 R. D. František Michálek (31.3.1913 Dolní Roveň – 2.10.1993 Kodaň, pohřben v Plzni)
- 1990–1994 R. D. Josef Mokrý, (19.12.1925 Nížkov – 25.2.2017 Stará Boleslav, pohřben v Nížkově) adm. excurrendo z farnosti Ronov nad Doubravou
- 1994–2001 R. D. Bc. Th. Erik Tvrdoň (*7.1.1961 Hradec Králové)
- 2001–2002 R. D. ThMgr. Bohumil Šitavans (*14.11.1952 Polná), později administrátor v Krouně a Brandýse nad Orlicí
- od r. 2018 R. D. Mgr. Milan Vrbiak (*19.11.1960 Nitra),[2] děkan a farář, administrátor excurrendo z farnosti Ronov nad Doubravou

## Současnost
Farnost je administrována excurrendo, duchovní správce bydlí v na faře v Ronově nad Doubravou.
| Kostel                       | Místo    | Bohoslužba | Bohoslužba | Poznámka     |
| ---------------------------- | -------- | ---------- | ---------- | ------------ |
| Kostel svatého Jana Křtitele | Běstvina | neděle     | 11.00      | farní kostel |